# سیارک ۱۰۷۲۰
سیارک ۱۰۷۲۰ (به انگلیسی: 10720 Danzl، نامگذاری:1986GY) ده هزار و هفتصد و بیستمین سیارک کشف شده‌است که در ۵ آوریل ۱۹۸۶ کشف شد.
قدر مطلق سیارک برابر ۱۴٫۰۰ است.